# Електра (Техас)
Електра (англ. Electra) — місто (англ. city) в США, в окрузі Вічита штату Техас. Населення — 2292 особи (2020).

## Географія
Електра розташована за координатами 34°1′56″ пн. ш. 98°55′15″ зх. д. / 34.03222° пн. ш. 98.92083° зх. д. (34.032101, -98.920796).  За даними Бюро перепису населення США в 2010 році місто мало площу 7,47 км², уся площа — суходіл.

## Демографія
Згідно з переписом 2010 року, у місті мешкала 2791 особа в 1152 домогосподарствах у складі 742 родин. Густота населення становила 374 особи/км².  Було 1426 помешкань (191/км²).
Расовий склад населення:
| - 85,8 % — білих - 5,9 % — чорних або афроамериканців - 0,6 % — корінних американців - 0,4 % — азіатів - 4,6 % — осіб інших рас |

До двох чи більше рас належало 2,7 %. Частка іспаномовних становила 13,3 % від усіх жителів.
За віковим діапазоном населення розподілялося таким чином: 24,6 % — особи молодші 18 років, 57,4 % — особи у віці 18—64 років, 18,0 % — особи у віці 65 років та старші. Медіана віку мешканця становила 40,7 року. На 100 осіб жіночої статі у місті припадало 100,5 чоловіків;  на 100 жінок у віці від 18 років та старших — 96,4 чоловіків також старших 18 років.
Середній дохід на одне домашнє господарство  становив 46 717 доларів США (медіана — 36 518), а середній дохід на одну сім'ю — 57 627 доларів (медіана — 53 438). Медіана доходів становила 42 000 доларів для чоловіків та 25 995 доларів для жінок. За межею бідності перебувало 13,0 % осіб, у тому числі 13,9 % дітей у віці до 18 років та 11,1 % осіб у віці 65 років та старших.
Цивільне працевлаштоване населення становило 1204 особи. Основні галузі зайнятості: освіта, охорона здоров'я та соціальна допомога — 30,7 %, виробництво — 20,6 %, роздрібна торгівля — 11,5 %, сільське господарство, лісництво, риболовля — 9,5 %.